# カステルベルフォルテ
カステルベルフォルテ（伊: Castelbelforte）は、イタリア共和国ロンバルディア州マントヴァ県にある、人口約3,200人の基礎自治体（コムーネ）。

## 地理

### 位置・広がり

#### 隣接コムーネ
隣接するコムーネは以下の通り。括弧内のVRはヴェローナ県所属を示す。
- エルベ (VR)
- ロヴェルベッラ
- サン・ジョルジョ・ビガレッロ (ビガレッロ, サン・ジョルジョ・ディ・マントヴァ)
- ソルガ (VR)
- トレヴェンツオーロ (VR)

### 気候分類・地震分類
気候分類では、zona E, 2388 GGに分類される。
また、イタリアの地震リスク階級 (it) では、zona 3 (sismicità bassa) に分類される。